# To Homa vaftike kokkino
To Homa vaftike kokkino é um filme de drama grego de 1966 dirigido e escrito por Vasilis Georgiadis. Foi indicado ao Oscar de melhor filme estrangeiro na edição de 1967, representando a Grécia.

## Elenco
- Nikos Kourkoulos - Odysseas Hormovas
- Mary Chronopoulou - Eirini
- Giannis Voglis - Rigas Hormovas
- Faidon Georgitsis - Giannos
- Zeta Apostolou
- Notis Peryalis - Marinos Antypas
- Eleni Kriti
- Angelos Antonopoulos - Kotsos